# Tournon-Saint-Martin
Tournon-Saint-Martin és un municipi francès, situat al departament de l'Indre i a la regió de Centre – Vall del Loira. L'any 2007 tenia 1.230 habitants.

## Demografia

### Població
El 2007 la població de fet de Tournon-Saint-Martin era de 1.230 persones. Hi havia 533 famílies, de les quals 190 eren unipersonals (81 homes vivint sols i 109 dones vivint soles), 182 parelles sense fills, 129 parelles amb fills i 32 famílies monoparentals amb fills.
La població ha evolucionat segons el següent gràfic:
Habitants censats

### Habitatges
El 2007 hi havia 745 habitatges, 543 eren l'habitatge principal de la família, 119 eren segones residències i 84 estaven desocupats. 688 eren cases i 56 eren apartaments. Dels 543 habitatges principals, 400 estaven ocupats pels seus propietaris, 131 estaven llogats i ocupats pels llogaters i 11 estaven cedits a títol gratuït; 3 tenien una cambra, 46 en tenien dues, 116 en tenien tres, 148 en tenien quatre i 229 en tenien cinc o més. 373 habitatges disposaven pel capbaix d'una plaça de pàrquing. A 246 habitatges hi havia un automòbil i a 211 n'hi havia dos o més.

### Piràmide de població
La piràmide de població per edats i sexe el 2009 era:
| Homes | Edats   | Dones |
| ----- | ------- | ----- |
| 4     | 95 o +  | 16    |
| 8     | 90 a 94 | 28    |
| 32    | 85 a 89 | 40    |
| 0     | 80 a 84 | 24    |
| 24    | 75 a 79 | 32    |
| 68    | 70 a 74 | 44    |
| 48    | 65 a 69 | 52    |
| 36    | 60 a 64 | 40    |
| 36    | 55 a 59 | 44    |
| 48    | 50 a 54 | 48    |
| 32    | 45 a 49 | 28    |
| 32    | 40 a 44 | 44    |
| 28    | 35 a 39 | 28    |
| 40    | 30 a 34 | 36    |
| 36    | 25 a 29 | 28    |
| 24    | 20 a 24 | 16    |
| 12    | 15 a 19 | 48    |
| 24    | 10 a 14 | 20    |
| 16    | 5 a 9   | 28    |
| 28    | 0 a 4   | 24    |

## Economia
El 2007 la població en edat de treballar era de 632 persones, 434 eren actives i 198 eren inactives. De les 434 persones actives 404 estaven ocupades (211 homes i 193 dones) i 30 estaven aturades (20 homes i 10 dones). De les 198 persones inactives 99 estaven jubilades, 34 estaven estudiant i 65 estaven classificades com a «altres inactius».

### Ingressos
El 2009 a Tournon-Saint-Martin hi havia 550 unitats fiscals que integraven 1.175,5 persones, la mediana anual d'ingressos fiscals per persona era de 15.211 €.

### Activitats econòmiques
Dels 63 establiments que hi havia el 2007, 2 eren d'empreses extractives, 5 d'empreses alimentàries, 2 d'empreses de fabricació d'altres productes industrials, 12 d'empreses de construcció, 15 d'empreses de comerç i reparació d'automòbils, 3 d'empreses de transport, 4 d'empreses d'hostatgeria i restauració, 2 d'empreses financeres, 5 d'empreses de serveis, 9 d'entitats de l'administració pública i 4 d'empreses classificades com a «altres activitats de serveis».
Dels 17 establiments de servei als particulars que hi havia el 2009, 1 era una gendarmeria, 1 oficina de correu, 1 una oficina bancària, 1 autoescola, 2 paletes, 1 guixaire pintor, 4 fusteries, 3 lampisteries, 1 electricista i 2 perruqueries.
Dels 8 establiments comercials que hi havia el 2009, 1 era una gran superfície de material de bricolatge, 2 fleques, 2 carnisseries, 1 una peixateria, 1 una botiga de material de revestiment de parets i terra i 1 una joieria.
L'any 2000 a Tournon-Saint-Martin hi havia 35 explotacions agrícoles que ocupaven un total de 1.988 hectàrees.

## Equipaments sanitaris i escolars
El 2009 hi havia 1 farmàcia i 1 ambulància.
El 2009 hi havia 1 escola maternal i 1 escola elemental. Tournon-Saint-Martin disposava d'un col·legi d'educació secundària amb 165 alumnes.

## Poblacions més properes
El següent diagrama mostra les poblacions més properes.